# Georgina Higueras
Georgina Rosa Higueras Rumbao (Sigüenza, Guadalajara, 2 de septiembre de 1955) es una periodista y escritora española, conocida como Georgina Higueras, experta en Relaciones internacionales y Asia. En 1979 estudió un Máster en Historia de las Relaciones Internacionales de China, en la Universidad de Pekín, primera estancia asiática que alargó hasta 1984 como delegada de la Agencia EFE en Asia.

## Trayectoria
Higueras estudió Ciencias de la Información (comunicación) en la Universidad Complutense de Madrid y se licenció en 1979. Este mismo año viajó a China para realizar un postgrado, estudió el máster Historia de las Relaciones Internacionales de China: de la guerra del Opio a la liberación (1840-1949) en la Universidad de Pekín y aprendió chino. Continuó en Pekín como delegada de la Agencia EFE para Asia de 1982 hasta 1984. Después de Pekín, fue corresponsal de la Agencia EFE hasta 1987, primero en Washington y luego en Estrasburgo. Entre 1987 y 2013 fue editora de Asia para El País. De 1997 a 2001 fue también como enviada especial de la cadena SER en Moscú.
Su trabajo periodístico en el ámbito de las Relaciones Internacionales abarca desde entrevistas líderes internacionales, como Benazir Bhutto, Isaac Rabin o Yasir Arafat, a su labor como corresponsal de guerra, en la que comenzó en 1980 en la frontera vietnamita.
Higueras fue directora general de Comunicación de la Defensa, en el Ministerio de Defensa español entre 2009 y 2010, siendo ministra Carme Chacón. Entre otras actividades dirigió la Revista de Defensa del ministerio.
Participa en foros, debates, conferencias, seminarios. En 2011 participó en el I Encuentro de Mujeres que transforman el mundo, celebrado en Segovia, junto a la candidata al Nobel de la Paz 2005, la canadiense Ginny Shrivastava, la egipcia Nawal El Saadawi, psiquiatra y escritora feminista, y la directora de Informe Semanal, Alicia Gómez Montano. 
Su interés por China comenzó con la lectura de El Libro de las Mutaciones (I Ching), cuando tenía 16 años. En su primera estancia en el país, aprovechó la oportunidad de aprender chino mientras estudiaba un máster en Pekín, y de viajar por todo el país. Viajó también a Taiwán, Japón, India, Hong Kong, Indonesia, Irak, Irán, Australia. Una de las primeras estudiantes españolas que fue a China a estudiar "movida por el espíritu de la aventura", es presidenta desde su fundación en 2015 de la Asociación de Antiguos Estudiantes Españoles en China.
Después de más de 25 años en El País volvió a la Universidad Complutense, de nuevo a estudiar, y realizó el Máster de Historia Contemporánea, finalizado en 2014. Actualmente compagina su labor como profesora universitaria en la Universidad Nebrija con la publicación de artículos de opinión en medios como Política Exterior y El Periódico de Catalunya y otros escritos.

## Periodista
Higueras tiene un largo recorrido como periodista, con muchos escritos en Cadena SER, El País, infoLibre, y continúa en elPeriódico. Después, entre otros destinos, ha sido corresponsal en Moscú, Washington, Estrasburgo, en lugares de conflicto armado (Afganistán, Chechenia, Líbano), en zonas de catástrofes, naturales (ciclón de 1991 en Bangladés, terremoto de 2003 en Irán) o antrópicas (rotura de central nuclear y posterior tsunami de 2011 en Fukushima), cubriendo grandes acontecimientos históricos de relevancia internacional. Además ha realizado entrevistas a líderes políticos internacionales como Jiang Zemin, el chino Zhu Rongji, el ruso Mijaíl Gorbachov, Yasir Arafat, Isaac Rabin o Benazir Bhutto entre otros. Higueras realiza su trabajo de corresponsal de guerra con el bagaje de su especialización en Relaciones Internacionales.
Estuvo como enviada especial en las dos coreas, entre 1997 y 2001 fue corresponsal en Rusia y la antigua URSS (Cadena SER) y a lo largo de su dilatada trayectoria profesional ha viajado a países en guerra, regiones de catástrofes, o regiones en conflictos políticos, como corresponsal de diferentes medios.

#### Relaciones Internacionales
Entre los líderes políticos mundiales a los que ha realizado entrevistas, destacar última realizada a Benazir Bhutto, a su regreso a Pakistán en 2007, el artículo que escribió tras el asesinato y el diálogo posterior que mantuvo con los lectores sobre la situación de Pakistán, que generó como enviada especial a Pakistán. O las entrevistas realizadas en 1994 a Isaac Rabin durante el vuelo Madrid Asturias para recoger el Premio Príncipe de Asturias, y a Yasir Arafat en la habitación de su hotel.
Participa en tertulias, entrevistas, cuando se habla de Asia o de China, país en el que inició su carrera profesional, sobre el que continúa escribiendo, en estos momentos en los que las Relaciones Internacionales están en las cabeceras de los medios de comunicación con motivo del COVID-19. Coordina y organiza debates desde su puesto de Directora del Foro Asia sobre las relaciones de China con Europa, Estados Unidos, y otros países en estos momentos de la crisis internacional de las mascarillas.
Desde 2014 colabora con El Periódico de Cataluña, realizando análisis sobre la política exterior de China en el nuevo contexto internacional. Actualmente compagina su labor como profesora universitaria con artículos de opinión en medios como Política Exterior y El Periódico de Catalunya.

#### Reportera de guerra
Higueras comenzó su trabajo como reportera de guerra cuando Vietnam invadió Camboya en la guerra camboyano-vietnamita que acabaría con el genocidio camboyano, y viajó a la frontera de ambos países como corresponsal de la Agencia EFE para Asia. Continuó con la primera guerra del Golfo en Irak, la guerra de Afganistán (1978-1992) entre otras. Algunos libros de reciente publicación, relatan el trabajo de mujeres reporteras, incluida Higueras entre las pioneras, en zonas de conflictos bélicos.
Sobre la nueva guerra fría en 2018 Higueras sigue contando la actualidad con su experiencia en las relaciones internacionales de China y Asia, cómo ha variado la estrategia bélica, y las nuevas visiones del multilateralismo europeo frente a las posiciones de China y EE. UU. Como Directora del Foro Asia, organiza debates temáticos sobre la actualidad internacional, como el que moderó el 24 de junio de 2020, El despertar de Europa frente a República Popular China y Estados Unidos.

#### Mujeres y guerra
El 29 de septiembre de 2010 Higueras publicó el artículo "Mujeres y guerra" en el que expone la batalla que esgrimieron las mujeres para informar de la guerra. Desde las pioneras, Margaret Fuller en 1846 como corresponsal en Europa del New York Tribune, Sofía Casanova como corresponsal del ABC (periódico) en la Revolución rusa de 1917 al punto de inflexión que supuso la guerra de Vietnam según Joyce Hoffmann, o Frankie Fitzgerald (Premio Pulitzer en 1972 por sus artículos sobre Vietnam), llegamos a las experiencias de Higueras como reportera de guerra:
"Mi primera experiencia en un frente fue en la frontera entre China y Vietnam, donde tras la guerra de 1979 seguían produciéndose en los años siguientes enfrentamientos de baja intensidad. En 2000, durante la segunda guerra de Chechenia, el Ministerio de Defensa ruso autorizó mi viaje como corresponsal de la Cadena SER a la zona, pero cuando los militares supieron que era una mujer se negaron en redondo.Cuando en 1988 llegué a Peshawar (Pakistán) para cubrir la guerra de Afganistán contra los ocupantes soviéticos, casi siempre era la única mujer y la única española entre una nutrida tribu –como dice Manu Leguineche– de experimentados corresponsales italianos, británicos y norteamericanos, que jamás pudieron cruzar una palabra con alguna de las millones de afganas que poblaban los campos de refugiados; mujeres atrapadas en un conflicto que no entendían; algunas madres con hijos en ambos bandos que sólo anhelaban volver a su tierra, unir a la familia y vivir en paz."
Higueras coincide con Natasha Walter, escritora británica, en que el periodismo bélico empieza a incluir más experiencias de gente común, afectada por las estrategias militares, coincidiendo con la presencia de reporteras de guerra. La rusa Anna Politkóvskaya como reportera en la guerra de Chechenia denunció las actuaciones de Moscú sobre los civiles y murió asesinada en 2006. Esa visión amplia de la guerra, más allá de los sonoros y luminosos combates de artillería típicos de las guerras del siglo XX, que incidían en la importancia del escenario de combate ignorando lo que había tras el telón. Así, Judith Torrea escribe sobre las desapariciones de mujeres en Ciudad Juárez, en la sombra del narcotráfico.

## Escritora
La experiencia internacional vinculada de forma, intermitente pero continua, al continente asiático a lo largo de toda su carrera profesional, son el tema que desgrana en la mayoría de sus libros, ya sean ensayo o novela de ficción. Así en el título de dos de sus libros aparece la palabra china, y en otro la palabra Asia.
Ha escrito artículos para revistas especializadas como Política Exterior o Foreign Policy, para instituciones de pensamiento como el Instituto Elcano Su trabajo como escritora abarca análisis políticos, reportajes, novelas, así como materiales para conferencias y clases. Autora de varios libros en los que deja fluir sus experiencias y conocimiento conseguidos en sus muchos viajes por el mundo como corresponsal. Continúa escribiendo artículos de opinión, de relaciones internacionales publicando en medios como Política Exterior o El Periódico de Catalunya, y da clases como profesora universitaria.
Como estudiante en Pekín en los años del despertar de China a la modernidad y los comienzos de la apertura al exterior, las "Cuatro Modernizaciones" impulsadas por Deng Xiaoping. Higueras vivió los inicios de esa transformación que hoy posicionan al país más poblado de la Tierra ante un dilema en sus relaciones geopolíticas, planteadas como la nueva ruta de la seda, reformulada con la propuesta de la Iniciativa de la Franja y la Ruta (Belt and Road Initiative).
Uno de sus últimos escritos, de mayo de 2020, Nuevas perspectivas en las relaciones entre la Unión Europea y China analiza la postura europea ante el nuevo posicionamiento internacional de China, en la línea del artículo que escribió en el año 2015 con el título "La Ruta de la Seda del siglo XXI" que profundiza en el análisis de la crisis del multilateralismo como opción de gobernanza europea. Respecto del nuevo papel de China que ya desarrolló en los años iniciales del siglo XXI en China la venganza del dragón o El despertar de Asia.

###### China: la venganza del dragón
Higueras realizó innumerables viajes conociendo las ciudades, las regiones periféricas (Mongolia, Xinjiang y Tíbet), y conversando con sus habitantes, campesinos, intelectuales, obreros y políticos. En el libro cuenta la importancia de la unidad territorial, el problema que supone Taiwán para el milenario Imperio del Centro, fortalezas y vulnerabilidades el Imperio milenario.

###### El despertar de Asia
El despertar de Asia analiza países tan dispares como China, Taiwán, Japón, India, Indonesia, Irak, Irán, Australia.

###### Haití: Una apuesta por la esperanza
El 12 de enero de 2010, el terremoto asoló un país depauperado.

###### En busca de mi hermana china
En su primer libro de ficción En busca de mi hermana china, publicado en 2018 la transición, cultura e historia china tejen una estructura de realidad sobre la que se apoya la ficción de los personajes. La biografía de una familia va paralela a la historia del siglo XX de China junto a los sucesos históricos más dramáticos.

## Docencia
Ha sido profesora en diversas universidades, entre otras, ejerció en 2017-2018 como profesora asociada en la Universidad de Hubei, en la ciudad de Wuhan, China. Representativa esta nueva estancia en la República Popular China del trabajo realizado estos últimos años centrado de nuevo en Asia. Además, ha participado en conferencias, seminarios y continúa participando con diferentes instituciones docentes. Es profesora de la Universidad Nebrija en Madrid.

## Reconocimientos seleccionados
- 2008 Premio Club Internacional de Prensa por la cobertura de la guerra de Georgia,[23]
- 2009-2010 Directora general de Comunicación en el Ministerio de Defensa (España).[7][8]
- 2013 Miembro del Claustro Senior[42] de Cátedra China.
- 2015 Presidenta de la Asociación de Antiguos Estudiantes Españoles en China.[11][12][13]
- 2017 Vicepresidenta en Cátedra China.[43]
- 2019 Premiada en II Premios Cátedra China.[44]
- 2019 Directora Foro Asia[21] en Fundación Foro de Foros.

## Publicaciones seleccionadas
- 2003 China, la venganza del dragón. Península. ISBN 978-84-8307-590-6.[32]
- 2005 El despertar de Asia. Península. ISBN 978-84-8307-677-4.[34]
- 2011 Haití, una apuesta por la esperanza. En colaboración con Gustavo Martín Garzo y Manuel Rivas. Península. ISBN 978-84-9942-127-8.[40]
- 2018 En busca de mi hermana china. La Esfera de los Libros. ISBN 978-84-9164-326-5.[29][33]